# Frederik Cornelis Tromp
Frederik Cornelis Tromp (Vlissingen, 13 maart 1828 - 's-Gravenhage, 19 juli 1900), was een Nederlands zeeofficier en politicus.
Tromp was Zeeofficier, die vanwege een leverkwaal al snel overstapte naar het verzekeringswezen. Hij was actief in de Amsterdamse gemeentepolitiek, onder meer als wethouder van publieke werken. Hij was in het laatste jaar van het kabinet-Heemskerk Azn. de vierde minister van Marine in dat kabinet.
Hij was getrouwd met Simonetta Arnolda Johanna Prins, dochter van de Edese burgemeester Hermanus Theodorus Prins.

## Onderscheidingen
- Ridder in de Orde van de Nederlandse Leeuw (15 maart 1888)
- Ereburger van Transvaal